# Guaviare (departement)
Guaviare is een departement in het zuiden van Colombia. De hoofdstad van het departement dat net zo groot is als Nederland en Vlaanderen samen, is de stad San José del Guaviare. Er wonen slechts ruim 95.000 mensen in het departement, een dichtheid van 2 inwoners/km².

## Gemeenten
Het grondgebied van het departement is verdeeld over vier gemeenten, die daarmee elk gemiddeld ongeveer even groot zijn als Vlaanderen. De vier gemeenten zijn:
| Gemeente              | Inwoners |
| --------------------- | -------- |
| Calamar               | 6.094    |
| El Retorno            | 4.119    |
| Miraflores            | 6.706    |
| San José del Guaviare | 34.863   |

| Detailkaart |
| ----------- |
|             |